# اليشع أبراهاميان
اليشع أبراهاميان (بالأرمنية: Ալյոշա Աբրահամյան)‏ (29 أغسطس 1945 – 26 أغسطس 2018) هو لاعب كرة قدم أرمني، ولعبَ حارسًا لمرمى فريق للاتحاد السوفيتي لكرة القدم يُدعى أرارات، والذي فاز ببطولة اتحاد الجمهوريات الاشتراكية السوفياتية عام 1973.

## روابط خارجية
- اليشع أبراهاميان على موقع قاعدة بيانات كرة القدم.إي يو (الإنجليزية)